# Kisasszonyfa
Kisasszonyfa là một thị trấn thuộc hạt Baranya, Hungary. Thị trấn này có diện tích 8,87 km², dân số năm 2010 là 182 người, mật độ 21 người/km².